# ガンランナー
ガンランナー（英：Gun Runner）は、アメリカ合衆国の競走馬、種牡馬。主な勝ち鞍は2018年のペガサスワールドカップ、2017年のブリーダーズカップ・クラシックなどG1を6勝。2017年のエクリプス賞年度代表馬。現役時代の主戦騎手はフローレン・ジェルー。2024年、アメリカ競馬殿堂入り。

## 戦績

### 2歳（2015年）
2歳9月にデビュー勝ちし、2歳シーズンを3戦2勝で終える。

### 3歳（2016年）
3歳初戦のG2リズンスターステークスで1着となり、初の重賞勝ちを収める。ルイジアナダービー1着を挟んで迎えたケンタッキーダービーではナイキストの3着に入った。しかし、この年はトラヴァーズステークスでアロゲートの3着、ブリーダーズカップ・ダートマイルではタマークズの2着など、大レースでは善戦止まりの競馬が続いていた。シーズン最終戦となる11月25日のクラークハンデキャップで待望のG1初制覇を果たした。

### 4歳（2017年）
古馬となり、素質が完全に開花する。ドバイワールドカップは軽快に逃げてそのまま直線に向いたが、スタートで他馬に挟まれて後方からの競馬になったアロゲートが4コーナーから猛然と差を詰めてあっという間にガンランナーもアロゲートに交わされて2着に敗れたが、帰国後は6月のスティーブンフォスターハンデキャップ、ホイットニーステークス、ウッドワードステークスと圧倒的な強さでG1を連勝。迎えたブリーダーズカップ・クラシックはアロゲートに次ぐ2番人気で出走した。レースは好スタートから先手を取り、4コーナーではアロゲートが後方で伸びあぐねる中でガンランナーはパシフィッククラシック勝ち馬コレクテッドやトラヴァーズステークス勝ち馬ウエストコーストらの追い上げを振り切り、G1・4連勝を飾った。この活躍により、同年のエクリプス賞年度代表馬に選出された。

### 5歳（2018年）
ラストランとして1月27日のペガサスワールドカップに出走。好スタートから2番手に付け、4コーナー手前で先頭に立つと2着のウエストコースト(West Coast)に2馬身半差をつけて先頭でゴールし、有終の美を飾った。3着のガンネヴェラ(Gunnevera)には2着から10馬身3/4差がついていた。

### 競走成績
以下の内容は、EQUIBASEの情報 に基づく。
| 出走日         | 競馬場             | 競走名                        | 格 | 距離   | 着順 | 騎手          | 着差      | 1着（2着）馬       |
| -------------- | ------------------ | ----------------------------- | -- | ------ | ---- | ------------- | --------- | ------------------ |
| 2015年09月11日 | チャーチルダウンズ | 未勝利                        |    | ダ8f   | 1着  | R.サンタナJr. | 3/4馬身   | （Gametown）       |
| 2015年10月17日 | キーンランド       | アローワンス                  |    | ダ8.5f | 1着  | R.サンタナJr. | 2馬身     | （Uncle Jerry）    |
| 2015年11月28日 | チャーチルダウンズ | ケンタッキージョッキークラブS | G2 | ダ8.5f | 4着  | R.サンタナJr. |           | Airoforce          |
| 2016年02月20日 | フェアグラウンズ   | リズンスターS                 | G2 | ダ8.5f | 1着  | F.ジェルー    | 1/2馬身   | （Forevamo）       |
| 2016年03月26日 | フェアグラウンズ   | ルイジアナダービー            | G2 | ダ9f   | 1着  | F.ジェルー    | 4馬身1/2  | （Tom's Ready）    |
| 2016年05月07日 | チャーチルダウンズ | ケンタッキーダービー          | G1 | ダ10f  | 3着  | F.ジェルー    | 4馬身1/2  | Nyquist            |
| 2016年06月18日 | チャーチルダウンズ | マットウィンS                 | G3 | ダ8.5f | 1着  | F.ジェルー    | 5馬身1/4  | （Gray Sky）       |
| 2016年07月31日 | モンマスパーク     | ハスケル招待S                 | G1 | ダ9f   | 5着  | F.ジェルー    |           | Exaggerator        |
| 2016年08月27日 | サラトガ           | トラヴァーズS                 | G1 | ダ10f  | 3着  | F.ジェルー    |           | Arrogate           |
| 2016年09月24日 | パークスレーシング | ペンシルベニアダービー        | G2 | ダ9f   | 2着  | F.ジェルー    | 1/2馬身   | Connect            |
| 2016年11月04日 | サンタアニタ       | BCダートマイル                | G1 | ダ8f   | 2着  | F.ジェルー    | 3馬身1/2  | Tamarkuz           |
| 2016年11月25日 | チャーチルダウンズ | クラークH                     | G1 | ダ9f   | 1着  | F.ジェルー    | 2馬身3/4  | （Breaking Lucky） |
| 2017年02月20日 | オークローンパーク | レーザーバックH               | G3 | ダ8.5f | 1着  | F.ジェルー    | 5馬身3/4  | （Hawaakom）       |
| 2017年03月25日 | メイダン           | ドバイワールドC               | G1 | ダ10f  | 2着  | F.ジェルー    | 2馬身1/4  | Arrogate           |
| 2017年06月17日 | チャーチルダウンズ | スティーブンフォスターH       | G1 | ダ9f   | 1着  | F.ジェルー    | 7馬身     | （Honorable Duty） |
| 2017年08月05日 | サラトガ           | ホイットニーS                 | G1 | ダ9f   | 1着  | F.ジェルー    | 5馬身1/4  | （Keen Ice）       |
| 2017年09月02日 | サラトガ           | ウッドワードS                 | G1 | ダ9f   | 1着  | F.ジェルー    | 10馬身1/4 | （Rally Cry）      |
| 2017年11月04日 | デルマー           | BCクラシック                  | G1 | ダ10f  | 1着  | F.ジェルー    | 2馬身1/4  | （Collected）      |
| 2018年01月27日 | ガルフストリーム   | ペガサスワールドC             | G1 | ダ9f   | 1着  | F.ジェルー    | 2馬身1/2  | （West Coast）     |

## 種牡馬時代
引退後はケンタッキー州のスリーチムニーズファームで種牡馬入り。初年度の種付け料は7万ドルに設定された。
2021年5月9日チャーチルダウンズ競馬場でレッドランが産駒の初勝利を挙げ、8月7日にデルマー競馬場のG2・ベストパルステークスでパッパキャップが産駒の重賞初勝利を挙げた。日本では2021年6月20日札幌競馬5Rでグランアプロウソが1着となり、国内初勝利を挙げた。
2021年終了時には過去3年連続でその座に就いていたイントゥミスチーフを破り、初年度産駒にして初の2歳種牡馬リーディングに輝いた。また、初年度産駒の2歳時獲得賞金が400万ドルとなり、アンクルモーの記録（367万ドル）を大きく塗り替えた。

### 主な産駒
GI級競走は太字で示す
- 2019年産
  - エコーズールー（Echo Zulu）- 2021年スピナウェイステークス、フリゼットステークス、ブリーダーズカップ・ジュヴェナイルフィリーズ、2022年フェアグラウンズオークス、ドッグウッドステークス、2023年ウイニングカラーズステークス、オナラブルミスハンデキャップ、バレリーナハンデキャップ
  - ガナイト（Gunite）- 2021年ホープフルステークス、2022年アムステルダムステークス、2023年フォアゴーステークス
  - サイバーナイフ（Cyberknife）- 2022年アーカンソーダービー、マットウィンステークス、ハスケルステークス
  - テイバ（Taiba）- 2022年サンタアニタダービー、ペンシルベニアダービー、マリブステークス
  - アーリーヴォーティング（Early Voting）- 2022年ウィザーズステークス、プリークネスステークス
  - ソサエティ（Society）- 2022年チャールズタウンオークス、コティリオンステークス、2023年シカゴステークス、2024年バレリーナハンデキャップ
- 2020年産
  - ヴァーヴァ（Vahva）- 2023年チャールズタウンオークス、レイヴンランステークス、2024年ダービーシティディスタフステークス、シカゴステークス
  - ガンパイロット（Gun Pilot）- 2024年チャーチルダウンズステークス
- 2021年産
  - ロックド（Locked）- 2023年ブリーダーズフューチュリティステークス、2024年シガーマイルハンデキャップ、2025年サンタアニタハンデキャップ
  - シエラレオーネ（Sierra Leone）- 2024年リズンスターステークス、ブルーグラスステークス、ブリーダーズカップ・クラシック、2025年ホイットニーステークス

## 血統表
| ガンランナーの血統       | ガンランナーの血統                                                                          | ガンランナーの血統                                                                          | （血統表の出典）                                                                            | （血統表の出典） |
| 父系                     | ファピアノ系                                                                                | ファピアノ系                                                                                | ファピアノ系                                                                                | [ § 2 ]          |
| 父 Candy Ride 1999 鹿毛  | 父の父Ride the Rails 1991 黒鹿毛                                                            | Cryptoclearance                                                                             | Fappiano                                                                                    | Fappiano         |
| 父 Candy Ride 1999 鹿毛  | 父の父Ride the Rails 1991 黒鹿毛                                                            | Cryptoclearance                                                                             | Naval Orange                                                                                |                  |
| 父 Candy Ride 1999 鹿毛  | 父の父Ride the Rails 1991 黒鹿毛                                                            | Herbalesian                                                                                 | Herbager                                                                                    | Herbager         |
| 父 Candy Ride 1999 鹿毛  | 父の父Ride the Rails 1991 黒鹿毛                                                            | Herbalesian                                                                                 | Alanesian                                                                                   |                  |
| 父 Candy Ride 1999 鹿毛  | 父の母Candy Girl 1990 栗毛                                                                  | Candy Stripes                                                                               | Blushing Groom                                                                              | Blushing Groom   |
| 父 Candy Ride 1999 鹿毛  | 父の母Candy Girl 1990 栗毛                                                                  | Candy Stripes                                                                               | *バブルカンパニー                                                                           |                  |
| 父 Candy Ride 1999 鹿毛  | 父の母Candy Girl 1990 栗毛                                                                  | City Girl                                                                                   | Farnesio                                                                                    | Farnesio         |
| 父 Candy Ride 1999 鹿毛  | 父の母Candy Girl 1990 栗毛                                                                  | City Girl                                                                                   | Cithara                                                                                     |                  |
| 母 Quiet Giant 2007 鹿毛 | 母の父Giant's Causeway 1997 栗毛                                                            | Storm Cat                                                                                   | Storm Bird                                                                                  | Storm Bird       |
| 母 Quiet Giant 2007 鹿毛 | 母の父Giant's Causeway 1997 栗毛                                                            | Storm Cat                                                                                   | Terlingua                                                                                   |                  |
| 母 Quiet Giant 2007 鹿毛 | 母の父Giant's Causeway 1997 栗毛                                                            | Mariah's Storm                                                                              | Rahy                                                                                        | Rahy             |
| 母 Quiet Giant 2007 鹿毛 | 母の父Giant's Causeway 1997 栗毛                                                            | Mariah's Storm                                                                              | *イメンス                                                                                   |                  |
| 母 Quiet Giant 2007 鹿毛 | 母の母Quiet Dance 1993 芦毛                                                                 | Quiet American                                                                              | Fappiano                                                                                    | Fappiano         |
| 母 Quiet Giant 2007 鹿毛 | 母の母Quiet Dance 1993 芦毛                                                                 | Quiet American                                                                              | Demure                                                                                      |                  |
| 母 Quiet Giant 2007 鹿毛 | 母の母Quiet Dance 1993 芦毛                                                                 | Misty Dancer                                                                                | Lyphard                                                                                     | Lyphard          |
| 母 Quiet Giant 2007 鹿毛 | 母の母Quiet Dance 1993 芦毛                                                                 | Misty Dancer                                                                                | Flight Dancer                                                                               |                  |
| 母系(F-No.)              | 17号族(FN:17-b)                                                                             | 17号族(FN:17-b)                                                                             | 17号族(FN:17-b)                                                                             | [ § 3 ]          |
| 5代内の近親交配          | Fappiano4×4＝12.50%、Blushing Groom4×5＝9.38%、Lyphard5×4＝9.38%、Northern Dancer5×5＝6.25% | Fappiano4×4＝12.50%、Blushing Groom4×5＝9.38%、Lyphard5×4＝9.38%、Northern Dancer5×5＝6.25% | Fappiano4×4＝12.50%、Blushing Groom4×5＝9.38%、Lyphard5×4＝9.38%、Northern Dancer5×5＝6.25% | [ § 4 ]          |
| 出典                     | 1. 2. 3. 4.                                                                                 | 1. 2. 3. 4.                                                                                 | 1. 2. 3. 4.                                                                                 | 1. 2. 3. 4.      |